# Епархия Жатаи
 Епархия Жатаи  (лат. Dioecesis Iataiensis) — епархия Римско-Католической церкви с центром в городе Жатаи, Бразилия. Епархия Жатаи входит в митрополию Гоянии. Кафедральным собором епархии Жатаи является церковь Святого Духа.

## История
21 июня 1929 года Римский папа Пий XI издал буллу «Sollicitido quae in omnes», которой учредил апостольскую прелатуру Жатаи.
26 марта 1956 года Римский папа Пий XII издал буллу «Quo aptiori», которой преобразовал апостольскую прелатуру Жатаи в епархию.
25 ноября 1961 года епархия Жатаи передала часть своей территории в пользу возведения территориальной прелатуры Сан-Луис-ди-Монтес-Белуса.

## Ординарии епархии
- епископ Germán Vega Campón (19.04.1941 — 8.05.1955);
- епископ Abel Ribeiro Camelo (17.01.1957 — 14.05.1960) — назначен епископом Гояса;
- епископ Benedito Domingos Vito Coscia (8.06.1961 — 24.02.1999);
- епископ Miguel Pedro Mundo (24.02.1999 — 19.05.1999);
- епископ Aloísio Hilário de Pinho (22.12.1999 — 16.12.2009);
- епископ José Luiz Majella Delgado (16.12.2009 — 28.05.2014).

## Источник
- Annuario Pontificio, Libreria Editrice Vaticana, Città del Vaticano, 2003, ISBN 88-209-7422-3
- Булла Sollicitudo quae in omnes, AAS 23 (1931), стр. 323  (лат.)